# Norton (Simbabwe)
Norton ist eine Stadt in der Provinz Mashonaland West in Simbabwe. Zusammen mit ihrem Umland stellt sie einen der Urbanen Distrikte Simbabwes mit 87.039 Einwohnern (2022) und einer Fläche von etwa 62 km².

## Geografie
Sie liegt etwa 40 km westlich von Harare am Fluss Manyame, zwischen den beiden Stauseen Chivero und Manyame. Im Norden grenzt der Urbane Distrikt an Zvimba und im Süden an Chegutu Rural. Der Ort liegt auf einer mittleren Höhe von etwa 1360 Metern über dem Meeresspiegel. Der Urbane Distrikt ist in 13 Wards aufgeteilt.

## Infrastruktur
Die Stadt liegt an der Fernstraße A5 und Eisenbahnstrecke von Harare nach Bulawayo. Norton verfügt über 60 km geteerte Straße. Es gibt 13 Grund- und 4 weiterführende Schulen sowie eine Berufsschule. Die medizinische Versorgung wird über ein Krankenhaus, 2 Ambulanzen und 3 weitere private Einrichtungen gestellt.

## Soziales
Am 3. Dezember 2008 wurde die Menschenrechtsaktivistin Jestina Mukoko von etwa 15 bewaffneten Männern aus ihrem Haus in Norton entführt.

## Bevölkerungsentwicklung
Die Bevölkerungsentwicklung seit 1992.
| Jahr          | Einwohner |
| ------------- | --------- |
| 1992 (Zensus) | 20.405    |
| 2002 (Zensus) | 44.397    |
| 2012 (Zensus) | 67.591    |
| 2022 (Zensus) | 87.039    |

## Söhne und Töchter der Stadt
- Dieter Hassenpflug (* 1946), deutscher Soziologe und Hochschullehrer
- Knowledge Musona (* 1990), Fußballspieler